# 栗原信重
栗原 信重（くりはら のぶしげ）は、戦国時代の武将。甲斐武田家の家臣。甲斐山梨郡栗原郷を支配した国人領主。栗原家は武田家の支流にあたる名族である。

## 生涯
栗原氏宗家当主・栗原信友の子。父の死後、宗家の家督を継いだとみられる。
享禄4年（1531年）1月、武田氏譜代の飯富虎昌らと共に甲府を退去して御嶽（甲府市）に籠り、北巨摩の今井信元や西郡の大井信業、さらには隣国信濃の諏訪頼満と結んで武田氏に反旗を翻した。飯富と栗原一族の栗原兵庫（信重の叔父・信泰か？）は西の諏訪軍と合流する一方で、信重自身は本拠の栗原郷を拠点に東郡で叛乱を起こし、東西から甲府を挟撃を試みた。これに対して武田信虎は自身が軍勢を率いて西の今井・諏訪連合軍と対峙し、重臣の曾根縄直を東郡に派遣し栗原氏の討伐に向かった。西部方面では3月12日に河原辺の戦いで武田方が連合軍を撃破し兵庫を討ち取り、東部方面で16日には万力の戦いで曾根縄直が戦死するも武田方が勝利をおさめ、栗原信重は降伏した。これらの叛乱収束をもって甲斐が「一国御無為」がなり（『勝山記』）、武田氏に対する国内勢力は一掃された。
その後の動向は不明。武田勝頼の代で活動が確認される栗原信盛は子息と推測されている。